# Fluor (maladie professionnelle)
 (mai 2009).
Pour l’article homonyme, voir Fluor.
Cet article décrit les critères administratifs pour qu'une intoxication au fluor soit reconnue comme maladie professionnelle en France.
Cet article relève du domaine de la législation sur la protection sociale et a un caractère davantage juridique que médical. 

## Législation en France

### Régime général
| Fiche Maladie Professionnelle | Fiche Maladie Professionnelle | Fiche Maladie Professionnelle |
| Ce tableau définit les critères à prendre en compte pour qu'une affection provoquée par le fluor soit prise en charge au titre de la maladie professionnelle | Ce tableau définit les critères à prendre en compte pour qu'une affection provoquée par le fluor soit prise en charge au titre de la maladie professionnelle | Ce tableau définit les critères à prendre en compte pour qu'une affection provoquée par le fluor soit prise en charge au titre de la maladie professionnelle |
| Régime Général. Date de création : 21 octobre 1951 | Régime Général. Date de création : 21 octobre 1951 | Régime Général. Date de création : 21 octobre 1951 |
| Tableau no 32 RG | Tableau no 32 RG | Tableau no 32 RG |
| Affections professionnelles provoquées par le fluor, l'acide fluorhydrique et ses sels minéraux. | Affections professionnelles provoquées par le fluor, l'acide fluorhydrique et ses sels minéraux.                                                             | Affections professionnelles provoquées par le fluor, l'acide fluorhydrique et ses sels minéraux. |
| --- | --- | --- |
| Désignation des Maladies | Délai de prise en charge | Liste indicative des principaux travaux susceptibles de provoquer ces maladies |
| - A – Manifestations aiguës Dermites. Brûlures chimiques. Conjonctivites Manifestations irritatives des voies aériennes supérieures. Bronchopneumopathies aiguës, œdème aigu du poumon.                                                                             | 5 jours | Tous travaux mettant en contact avec le fluor, l'acide fluorhydrique et ses sels minéraux, notamment : - Fabrication et manipulation des fluorures inorganiques ; - Electrométallurgie de l'aluminium ; - Fabrication des fluorocarbures ; - Fabrication des superphosphates. |
| - B – Manifestations chroniques Syndrome ostéo-ligamentaire douloureux ou non, comportant nécessairement une ostéocondensation diffuse et associée à des calcifications des ligaments sacrosciatiques ou des membranes interosseuses, radiocubitale ou obturatrice. | 10 ans (sous réserve d'une exposition de 8 ans) | |
| Date de mise à jour : 6 février 1983 | | |

## Acide fluorhydrique

### Données professionnelles
Du fait de sa capacité à dissoudre les oxydes, l'acide fluorhydrique est un réactif important dans les procédés de purification de l'aluminium et de l'uranium. Il est également utilisé pour attaquer le verre, pour éliminer les oxydes de surface du silicium dans l'industrie des semi-conducteurs, comme catalyseur des réactions d'alkylation de l'isobutane et du butène dans le raffinage du pétrole et pour éliminer des impuretés oxydées de l'acier inoxydable.
Il est également utilisé lors de la synthèse de nombreux composés organiques contenant du fluor, parmi lesquels le téflon et les gaz utilisés en réfrigération comme le fréon.

### Données médicales

#### Intoxication aigüe
Ce composé est extrêmement toxique. Dans le corps humain, l'acide fluorhydrique réagit avec les ions calcium et magnésium et provoque leur complexation, ce qui les rend inactifs et les sort donc de leur cycle biologique. Ces ions minéraux ne sont donc plus disponibles pour accomplir leurs rôles biologiques. 

Il peut endommager les organes dont le bon fonctionnement dépend de ces ions. L'exposition à cet acide n'est pas forcément douloureuse immédiatement. Les symptômes peuvent n'apparaître qu'après plusieurs heures, lorsque l'acide commence à réagir avec le calcium des os. Dans la plupart des cas, l'exposition à l'acide fluorhydrique occasionne des blessures graves, voire mortelles, notamment au cœur, aux reins, aux os et au foie. En cas d'exposition, le traitement initial repose généralement sur l'application d'un gel de gluconate de calcium sur la partie du corps exposée. Si l'exposition est importante ou prolongée, le traitement est basé sur l'injection d'une solution de calcium directement dans une artère ou dans les tissus environnants. Dans tous les cas, une consultation médicale immédiate est nécessaire.
Même avec un traitement médical immédiat, une exposition à de petites quantités d'acide sur moins de 10 % de la surface du corps peut être fatale. Des solutions très concentrées peuvent entrainer une hypocalcémie aigüe, suivie par une attaque cardiaque mortelle, et sont généralement fatales pour des expositions de l'ordre de 2 % de la surface du corps. L'acide fluorhydrique doit être manipulé avec d'importantes précautions, au-delà de ce qui est nécessaire pour d'autres acides comme l'acide chlorhydrique ou l'acide sulfurique.

#### Phrases de risqueetconseils de prudenceselon l'INRS
Règles Étiquetage

T-Toxique

C-Corrosif

- R 26/27/28 -Très toxique par inhalation, par contact avec la peau et par ingestion.
- R 35 - Provoque de graves brûlures.
- S 7/9 - Conserver le récipient bien fermé et dans un endroit bien ventilé.
- S 26 - En cas de contact avec les yeux, se laver immédiatement et abondamment avec de l’eau et consulter un spécialiste.
- S 36/37/39 - Porter un vêtement de protection approprié, des gants et un appareil de protection des yeux/du visage.
- S 45 - En cas d’accident ou de malaise consulter immédiatement un médecin (si possible lui montrer l’étiquette).

- 231-634-8 Etiquetage CE.

#### Intoxication chronique
L'exposition prolongée peut être responsable d'une atteinte osseuse et dentaire.

## Sources spécifiques
- (fr) Tableau no 32 des maladies professionnelles du régime Général

## Sources générales
- (fr) Tableaux du régime Général sur le site de l’AIMT
- (fr) Guide des maladies professionnelles sur le site de l’INRS